# Nobodyknows+
Nobodyknows+, stylisé nobodyknows, est un groupe japonais de hip-hop, originaire de Nagoya, dans la Préfecture d'Aichi. Leur style musical est un mélange de funk, de jazz, de ragga, de rock et de rap.

## Biographie

### Débuts (1999–2004)
En 1999, G-ton, DJ Mitsu, et Crystal Boy forment Nobodyknows, à Nagoya. Le 29 août 2000, l'album Nobody Knows sort et arrive 4e du HMV de Nagoya. Le 5 mai 2001, Nobodyknows2 sort et atteint la 19e place de l'Oricon Indies Chart (le Top 50 Japonais consacré à la musique indépendante).
Nobodyknows+ débute en 2003 sous le label Sony Music Associated Records. Ils comptent sept singles qui sont inclus dans l'album Kokoro Odoru, une chanson ayant par ailleurs été utilisée pour le générique de fin de l'anime intitulée SD Gundam Force et incluse dans le jeu Osu! Tatakae! Ouendan sur Nintendo DS. Ils sortent leur album très attendu Do You Know ? en juin 2004 et sont arrivés premiers de l'Oricon, le Top 50 japonais, un événement particulièrement rare, qui plus est pour un groupe de hip-hop.

### 5MC and 1DJet autres (2005–2012)
En 2005, le groupe recherche des artistes locaux et organise la Nagoya Music Expo en septembre. L'événement réunira 10 000 personnes. En novembre 2005, Nobodyknows+ sort son troisième album intitulé 5MC and 1DJ. L'album contient le single Shiawase nara te o tatakō qui est utilisé pour la version japonaise du film chinois Crazy Kung Fu. Le groupe garde contact avec son public, entamant en février 2006 une tournée nationale qui le mènera dans toutes les préfectures du pays. Un événement sans précédent parmi les groupes de hip-hop japonais. La tournée ayant été filmée, sont sortis en novembre de la même année un DVD et un Blu-Ray nommés Nobodyknows+ Tour 2006 "5MC&1DJ" - Kuribo no Menkui Dochu Hizakurige.
Le groupe accomplit une performance à bord du Queen Mary à Long Beach, en Californie à l'occasion d'un concert événement le 24 mars lors du Tokyo Night 2007 réunissant entre autres de nombreux DJ japonais et leur permettant ainsi de faire découvrir leur style pour la première fois à un public américain. Le groupe sort ensuite, en mars 2007, un single intitulé Hero’s Come Back !!, qui est choisi pour être le premier générique d'ouverture de l'anime Naruto Shippûden. Le 1er avril 2007, G-ton quitte le groupe. Le 22 août 2007, nobodyknows+ sortent leur 3e album Vulgarhythm. Le 9 avril 2008 sort leur EP Under Rain.
Après la sortie de son dernier single, Villain's Pain (Hero's Come Back!!~Other Side~)/Imaike Samba, Nobodyknows+ annonce la suite pour le 11 février 2009. Ils sortent donc un nouveau single intitulé Fallin' avec le chanteur original, Shigeru Brown.

### Nobodyknows+ is dead?(depuis 2013)
Le 25 septembre 2013 le groupe fait son grand retour avec un nouvel album intitulé ironiquement Nobodyknows+ is dead?.

## Membres

### Membres actuels
- Hidden Fish - né le 21 juillet 1979
- Crystal boy - né le 4 juin 1977
- Yasu Ichiban - né le 29 novembre 1978
- Nori da Funky Shibire-sasu - né le 20 août 1980
- DJ Mitsu - né le 12 mars 1972

### Ancien membre
- G-ton - né le 22 janvier 1975